# Myiarchus swainsoni
Myiarchus swainsoni là một loài chim trong họ Tyrannidae.
Loài này có ở Argentina, Bolivia, Brazil, Colombia, Ecuador, Guiana thuộc Pháp, Guyana, Paraguay, Peru, Suriname, Trinidad và Tobago, Uruguay và Venezuela. Môi trường sống tự nhiên của chúng là rừng ẩm vùng đất thấp nhiệt đới hoặc cận nhiệt đới, rừng ẩm vùng đất thấp nhiệt đới hoặc cận nhiệt đới.